# Christopher Robin Milne
Christopher Robin Milne (21 de agosto de 1920-20 de abril de 1996) fue el hijo del escritor Alan Alexander Milne.

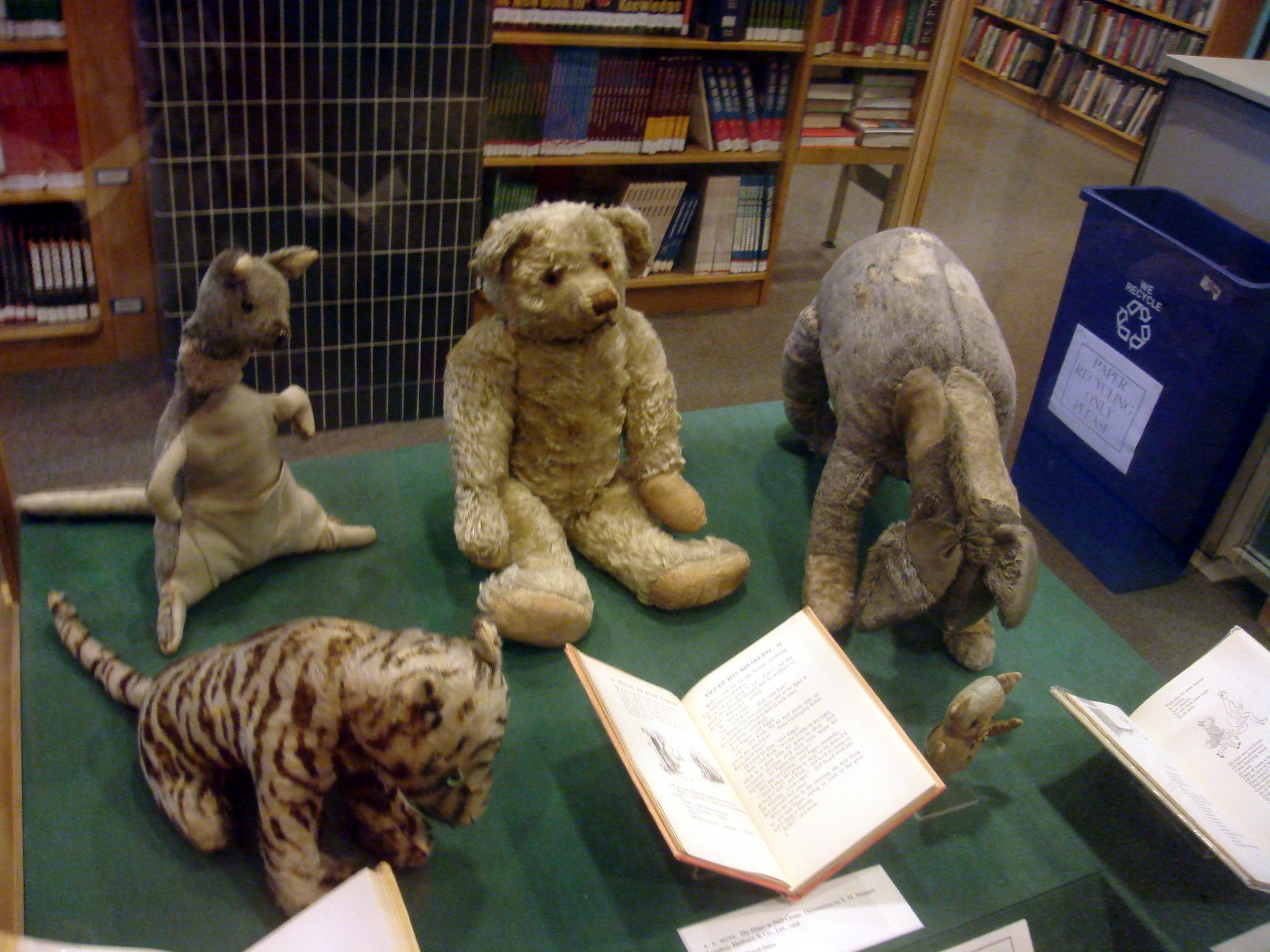
Los muñecos de peluche originales del niño Christopher Robin Milne, en los que se basó su padre A. A. Milne para crear los personajes de Winnie the Pooh.

Cuando era niño, fue la base del personaje «Christopher Robin» en las historias de Winnie the Pooh de su padre y en dos libros de poemas.

## Primeros años
Christopher Robin Milne nació en la calle Mallord 11, en Chelsea (Londres), hijo del escritor A. A. Milne y de Daphne Selincourt Milne. Sus padres esperaban que el bebé fuera una niña y solo habían elegido el nombre de Rosemary. Al resultar ser un varón, inicialmente tuvieron la intención de llamarle Billy, pero decidieron que sería demasiado informal. Le dieron dos nombres para ayudar a distinguirlo de otros miembros de la parentela, y cada padre eligió un nombre. A pesar de que fue registrado oficialmente como Christopher Robin, sus padres a menudo le llamaban Billy. Cuando empezó a hablar, en vez de pronunciar su apellido Milne, lo pronunciaba como Moon ('luna'), entonces su familia a menudo lo llamaba «Moon» o «Billy Moon». Más tarde sería conocido solamente como Christopher.
En su primer cumpleaños, Christopher Robin Milne recibió un oso de peluche Alfa Farnell que llamó Edward. Este oso, junto con un verdadero oso llamado «Winnie» que Christopher Robin vio en el zoológico de Londres, con el tiempo se convirtió en la inspiración para el personaje de Winnie the Pooh. El oso de peluche tenía unos 60 cm de altura, era de color claro y con frecuencia perdía los ojos. Fue un compañero bastante constante de Christopher Robin.
Los personajes que aparecen en las historias de Winnie the Pooh eran verdaderos peluches propiedad de Christopher Robin Milne. Desde los años ochenta han sido puestos en exhibición en el Donnell Library Center, de Nueva York (EE. UU.).
Según el sitio web de la Biblioteca Pública de Nueva York: «Recientemente se los ha mudado desde su casa anterior en la Sala Central de Niños a nuevas salas en la Biblioteca de Ciencias Sociales e Historia (en la Quinta Avenida y la calle 42) y desde principios de 2009 están en exhibición en la Sala de Niños».
Como era costumbre en los niños británicos de clase alta y media alta de esa época, Milne fue criado por una niñera, Olive Brockwell. Únicamente veía a sus padres en breves periodos después del desayuno (a la mañana), a la hora del té (a las 17:00), y por la noche, justo antes de irse a la cama. A medida que creció, pudo pasar más tiempo con ellos. Sin embargo, ambos padres pasaban poco tiempo juntos, así que Milne tenía que dividir su tiempo entre su madre y su padre.
El tiempo que pasó con su padre desarrolló el amor de Milne por las matemáticas y el cricket, así como por su pacifismo compartido. A pesar de que Milne se refería muchas veces a sí mismo como «dim» (poco brillante), era más inteligente que los niños de su edad. La razón de su crítica a su inteligencia se debía a que podía resolver ecuaciones complejas con poca dificultad, pero tenía que concentrarse en ecuaciones mucho más simples.
De su madre, Milne adquirió un talento para trabajar con las manos. Tenía una caja de herramientas, que utilizaba para desmontar y remontar la cerradura de la puerta de su cuarto de niños cuando tenía siete años. A los diez años aprendió a modificar un reloj de péndulo, y alteró el mecanismo de un arma de juguete para que disparara balas de verdad.

## Escolaridad
En su infancia, a Milne le gustaba estar asociado con los libros de su padre, e incluso lo ayudaba a escribir algunas de las historias. En una ocasión llegó a organizar una pequeña obra de teatro para sus padres, representando una historia acerca de él y sus amigos en el bosque.
En 1929, a los ocho años de edad, Milne empezó la concurrir a la Gibbs School, una escuela independiente en Londres.
Sus compañeros se burlaban de él recitándole pasajes de los libros, especialmente del poema Vespers (when we were very young): «Shh, shh, ¿quién se atreve a susurrar?! Christopher Robin está rezando».
Se cambió a la Stowe School, otra escuela independiente para niños en Buckinghamshire, donde aprendió boxeo como una manera de defenderse de las burlas de sus compañeros de clase.
Milne creció con resentimiento debido a la atención que le había traído el éxito de su padre.
En 1939 consiguió una beca para estudiar inglés en el Trinity College de la Universidad de Cambridge.

## Edad adulta
Cuando comenzó la Segunda Guerra Mundial, Milne abandonó los estudios y trató de alistarse en el ejército, pero suspendió el examen médico. Su padre usó su influencia para conseguir que entrara en el segundo batallón de entrenamiento de los Royal Engineers (ingenieros del rey). En julio de 1942 se convirtió en oficial y fue enviado a Oriente Medio e Italia.
Mientras estuvo en el exterior, aumentó su resentimiento contra lo que él veía como una explotación de su niñez por parte de su padre y llegó a odiar los libros que lo habían convertido en alguien relativamente famoso. Finalizada la guerra, volvió a Cambridge para completar los estudios y se graduó en idioma inglés con honores de tercera clase.
El 24 de julio de 1948, se casó con su prima hermana Lesley Sélincourt. Su madre rechazó este matrimonio, en parte porque estaba distanciada de su hermano (el padre de Leslie, Aubrey), pero también porque hubiese preferido que su hijo se casara con su amiga de la infancia, Anne Darlington. En 1951 Milne y su esposa se mudaron a Dartmouth y abrieron la librería Harbour Bookshop, que se convirtió en un éxito, a pesar de que Dorothy pensaba que la decisión era errada, ya que a Milne no le gustaba hacer negocios y como librero tenía que encontrarse frecuentemente con fanáticos de Winnie the Pooh. A pesar de que estos dos factores les causaba frustraciones, Milne y su esposa mantuvieron la librería muchos años. Nunca recibieron derechos por la venta de los libros de Pooh. Cuando su padre enfermó, Milne lo visitaba regularmente, pero una vez que falleció, no volvió a ver a su madre durante 15 años.
Incluso cuando ella estaba en su lecho de muerte se negó a ver a su hijo.
En 1956, pocos meses después de la muerte de su padre, nació la hija de Christopher, Clare, a la que se le diagnosticó una parálisis cerebral grave.
Ya adulta Clare Milne crearía una fundación para los discapacitados cerebrales, llamada Clare Milne Trust.
En 1974, Milne escribió la primera de sus tres autobiografías: Los lugares encantados, donde relata su infancia y los problemas que tuvo que afrontar debido a los libros de su padre.
Milne regaló a su editor los peluches originales que inspiraron los personajes de Pooh. El editor a su vez los donó a la Biblioteca Pública de Nueva York; Marjorie Taylor ―en su libro Imaginary companions and the children who create them (‘amigos imaginarios y los niños que los crearon’) relata cuántas personas se sentían decepcionadas por esto, y Milne tenía que explicar que prefería concentrarse en los temas en los que estaba interesado en ese momento.
En mayo de 1979, C. R. Milne —a pesar de su aversión hacia el tema de Winnie the Pooh— reinauguró el puente de Posingford (el bosque de Ashdown), que había sido construido en 1907 y restaurado en los años setenta. El puente fue rebautizado con el nombre por el que fue inmortalizado en los libros de Winnie the Pooh: "Puente de los Poohsticks".

## Muerte
Milne vivió varios años con miastenia gravis y murió mientras dormía el 20 de abril de 1996 a los 75 años.
Después de su muerte Milne fue recordado por un periodista como un «ateo dedicado».

## Influencia
El resentimiento de Milne debido a que su padre le incorporó en las historias de Pooh ha sido una de las influencias para la serie de cómics The Unwritten (‘el no escrito’, de Vértigo), que cuenta con un personaje que es el hijo de un famoso autor de una serie de libros para niños.
Milne es interpretado por Will Tilston y Alex Lawther en Goodbye Christopher Robin, una película del año 2017 "inspirada por" la relación con su padre. En 2018 fue interpretado por el actor escocés Ewan McGregor en la película Christopher Robin. En la cinta el actor interpreta a Milne en su edad adulta, y siendo referido Robin como su apellido en lugar de como nombre conjunto.

## Obras
- 1975: The enchanted places (Dutton); ISBN 978-0-14-003449-3.
- 1979: Path through the trees (Dutton); ISBN 978-0-525-17630-5.
- 1982: Hollow on the hill (Methuen); ISBN 978-0-413-51270-3.
- 1985: The windfall (Methuen); ISBN 0-413-58960-9.
- 1988: The open garden (Methuen); ISBN 0-413-40800-0.